# Tomás Carreras Artau
Tomàs Carreras i Artau (Girona, 3 aprile 1879 – Barcellona, 23 ottobre 1954) è stato un filosofo, etnologo e politico spagnolo.

## Biografia
Tomàs Carreras fu cattedratico di etica nella Università di Barcellona da il 1912 fino al 1949. Egli creò l'Archivio di Etnografia e Folklore della Catalogna. Inoltre, fu membro dell'Acadèmia de Bones Lletres de Barcelona (Accademia delle bone lettere di Barcellona). Insieme a Jaume Serra i Húnter e Ramon Turró i Darder, fondò l'anno 1923 la Società Catalana di Filosofia, filiale dell'Institut d'Estudis Catalans (Istituto degli Studi Catalani).
Insieme al suo fratello Joaquim Carreras i Artau, riceve il premio de l'Associazione Spagnola per il Progresso delle Scienze, per la pubblicazione fra 1939 e 1943 della Storia della filosofia spagnola. Filosofia cristiana dei secoli XIII al XV (in spagnolo). Nel 1946 diventò il primo presidente dell'Institut d'Estudis Gironins (Istituto degli Studi della Girona) e redattore degli Annals de l'Institut d'Estudis Gironins (Annali dell'Istituto degli Studi della Girona).
Nel campo politico, fu militante della Lliga Regionalista (Lega Regionalista della Catalogna) e nelle elezioni al Parlamento della Catalogna di 1932 fu scelto deputato per la provincia di Girona. All'inizio della Guerra Civile Spagnola, pel suo compromesso cattolico, dové fuggire del paese e il suo archivio si sparpagliò. Dopo la guerra fu ponente di cultura al municipio di Barcellona. Egli collaborò anche alla creazione dell'Orchestra Municipale di Barcellona l'anno 1944 e di musei come il Museu Etnologico di Barcellona.